# Corseaux
Corseaux je obec na jihozápadě Švýcarska, v okrese Riviera-Pays-d’Enhaut v kantonu Vaud. Žije zde přibližně 2 300 obyvatel.

## Geografie

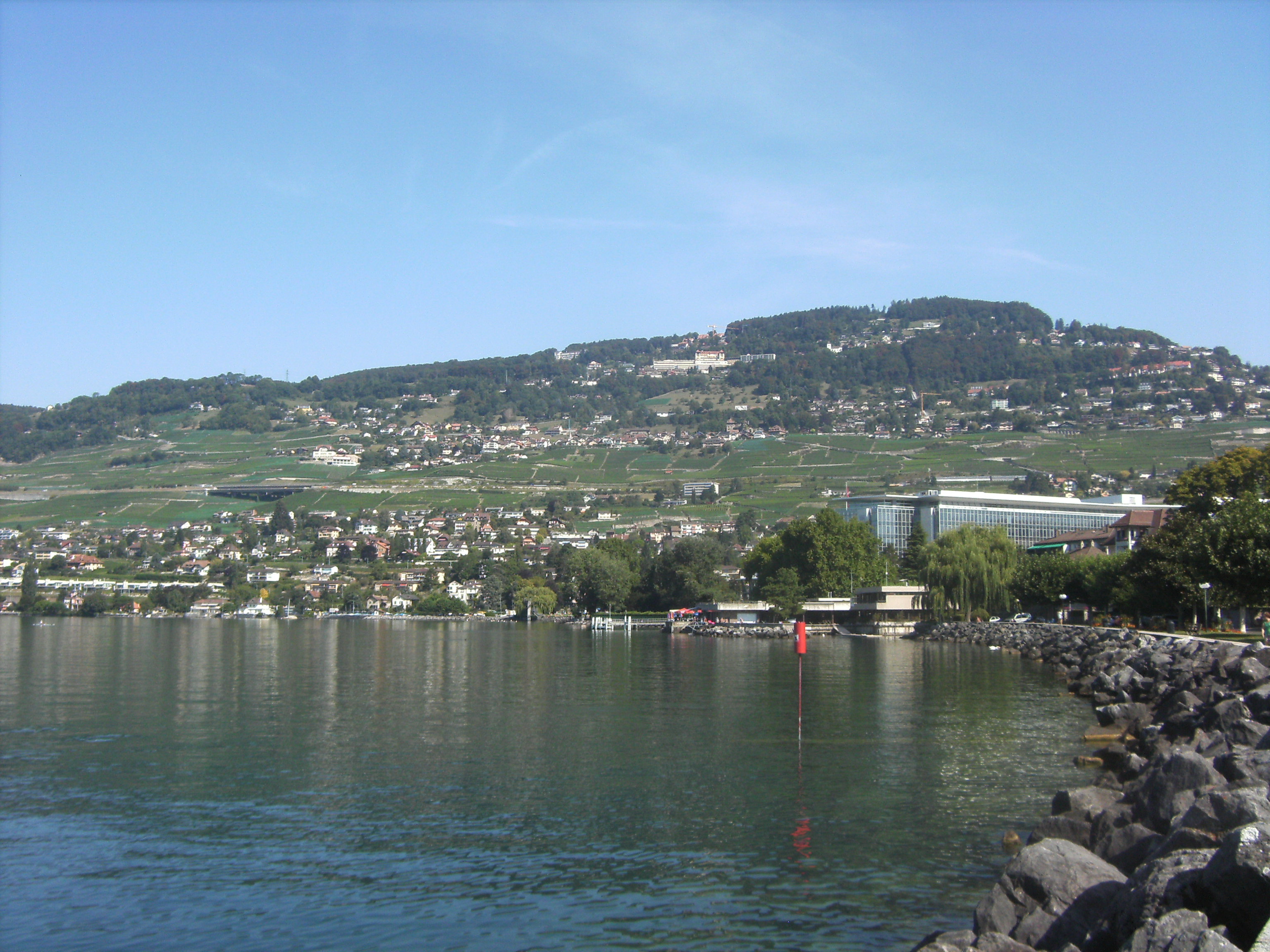
Chardonne a Corseaux na břehu Ženevského jezera

Corseaux leží v nadmořské výšce 445 m, vzdušnou čarou 1,5 km severozápadně od okresního města Vevey. Obec se nachází na mírně vyvýšeném místě na severovýchodním břehu Ženevského jezera, na jižním úpatí hory Mont Pèlerin, ve východní části oblasti Lavaux, nad městem Vevey.
Území obce o rozloze 1,1 km² zahrnuje část na severovýchodním břehu Ženevského jezera (asi 1700 metrů jezerního pobřeží). Území obce se rozkládá od břehu jezera směrem na sever po úbočí hory Mont Pèlerin, kde Corseaux dosahuje nejvyššího bodu v nadmořské výšce 500 metrů. Na východě zasahuje území až k okraji náplavového kužele řeky Veveyse a je zde ohraničeno potokem Ruisseau de Bergère. V roce 1997 bylo 74 % území obce pokryto zastavěnou plochou, 0 % lesy a lesními porosty a 26 % zemědělstvím.
Součástí Corseaux jsou rozsáhlé sídelní čtvrti a několik vinic. Sousedními obcemi Corseaux jsou Chardonne, Corsier-sur-Vevey a Vevey.

## Historie

Letecký pohled (1960)

V období neolitu se v Corseaux nacházelo osídlení na břehu jezera. Větší význam však měl objev pohřebiště z období středního neolitu (asi 3650 až 3380 př. n. l.), které bylo systematicky vykopáno v letech 1963–1975. Bohaté nálezy hrobových šperků (knoflíky, korálky, mušle) a hrobových předmětů (kusy šperků) i různých typů pohřbívání poskytly důležité informace o tehdejším pohřebním ritu.
Lokalita byla poprvé zmíněna v listině z roku 1147 pod názvem Corsial. Později se objevily názvy de Corsal (1179), Corsaul (1270) a Corsau (1453). Název místa pochází z latinského slova corticella (malý statek).
Od středověku spadalo Corseaux pod jurisdikci biskupa z Lausanne. Po dobytí Vaudu Bernem v roce 1536 přešla vesnice pod správu panství Lausanne. Po pádu Staré konfederace patřilo Corseaux v letech 1798–1803 v období Helvétské republiky ke kantonu Léman, který byl poté po vstupu v platnost Ústavy o zprostředkování sloučen s kantonem Vaud. V roce 1798 byla přiřazena k okresu Vevey. Corseaux bylo součástí velké farnosti Corsier a politicky samostatnou obcí se stalo až po jejím oddělení v roce 1816.

## Obyvatelstvo
| Rok            | 1764 | 1798 | 1850 | 1888 | 1900 | 1950 | 1970 | 1990 | 2000 |
| Počet obyvatel | 254  | 420  | 311  | 412  | 456  | 1221 | 1546 | 2146 | 2079 |

Z celkového počtu obyvatel je 84,5 % francouzsky mluvících, 7,1 % německy mluvících a 2,7 % anglicky mluvících (stav v roce 2000). V roce 1850 žilo v Corseaux 311 obyvatel a v roce 1900 456 obyvatel. Počet obyvatel se výrazně zvýšil zejména v první polovině 20. století. Rezervy stavebních pozemků byly od roku 1990 z velké části vyčerpány, a proto počet obyvatel od té doby zůstává poměrně stabilní. Dnes se sídelní oblast Corseaux plynule spojila se zástavbou Vevey a Corsier-sur-Vevey.

## Hospodářství
Corseaux bylo až do začátku 20. století vesnicí, která se vyznačovala převážně zemědělstvím. Vinařství (asi 20 hektarů) na optimálně osluněných svazích Lavaux hraje i dnes určitou roli v obživě obyvatel. Kvalitní vína, která se zde vyrábějí, nesou označení Lavaux AOC. Vinice v Corseaux jsou od roku 1973 zákonem chráněny před nadměrnou zástavbou.
Další pracovní místa jsou k dispozici v malých místních podnicích a především v sektoru služeb. Kromě zboží denní potřeby se průmysl v Corseaux orientuje také na cestovní ruch. Na Ženevském jezeře (částečně na území obce Chardonne) se nachází přístaviště výletních lodí. V posledních desetiletích se obec díky své atraktivní poloze (s výhledem přes Ženevské jezero na Alpy a na pohoří Jura na jihozápadě) rozvinula v rezidenční obec. Četní zaměstnanci dojíždějí za prací do regionu Vevey-Montreux a případně také do Lausanne.

## Doprava
Obec má dobré dopravní spojení. Leží přímo nad hlavní silnicí č. 9, která vede z Lausanne podél břehu jezera přes Vevey a Montreux do Valais. Nejbližší nájezd na dálnici A9 (Lausanne–Sion), která byla otevřena v roce 1970 a vede nad obcí, je vzdálen asi 3 km od centra obce.
Corseaux protínají železniční tratě Lausanne–Vevey (bez vlastní zastávky) a Vevey – Puidoux – Chexbres. Corseaux má také zastávku na lanové dráze Vevey – Mont Pèlerin. Doplňkovou veřejnou dopravu zajišťuje autobusová linka, která vede z Vevey přes Corsier-sur-Vevey do Corseaux.

## Pamětihodnosti

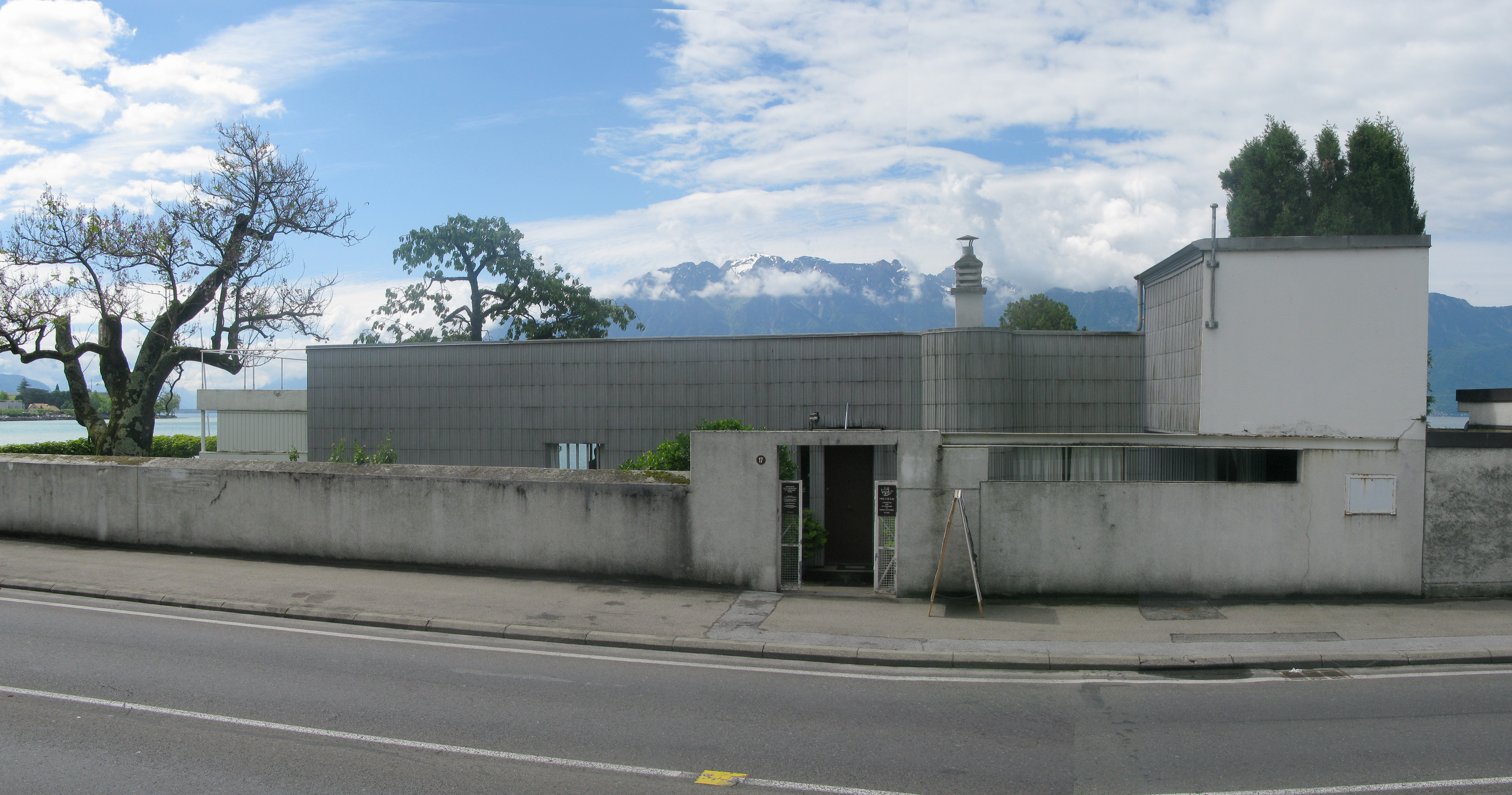
Vila Le Lac

V obci se nachází jedna ze souboru staveb navržených Le Corbusierem, které byly v roce v roce 2016 zapsány na seznam světového dědictví UNESCO. Vila Le Lac byla navržena pro architektovy rodiče a spolu s bytovými domy v Ženevě je jednou ze dvou staveb na území Švýcarska, které jsou součástí předmětného souboru.

## Osobnosti

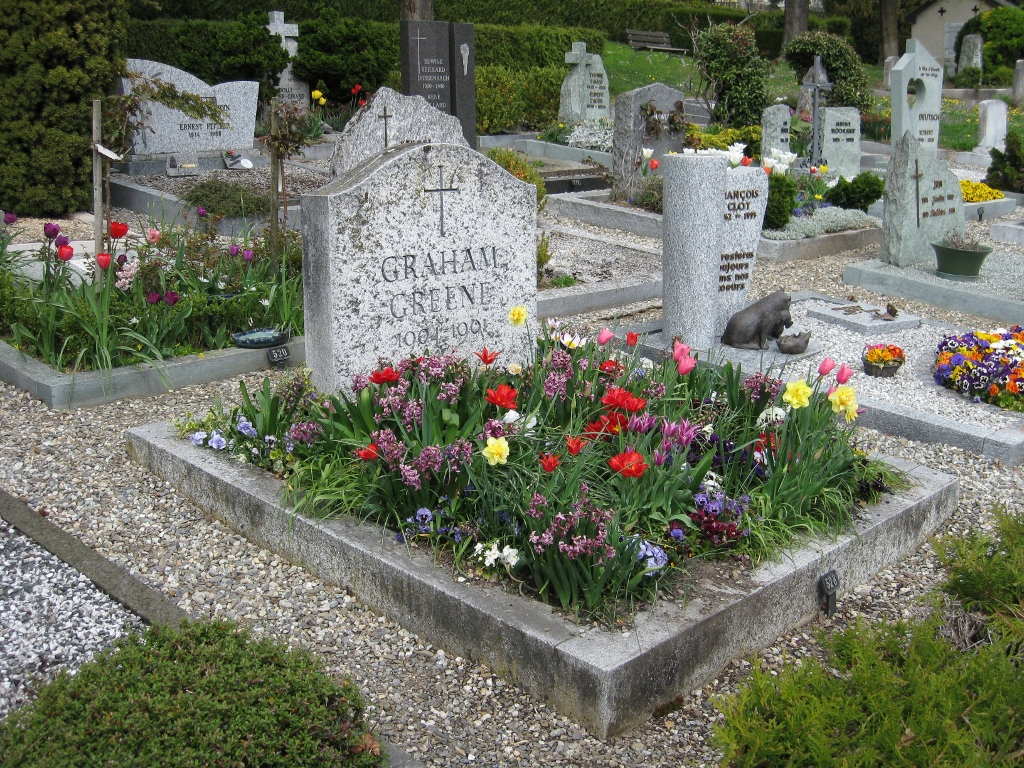
Hrob Grahama Greena v Corseaux

- Carl Schuricht (1880–1967), německý skladatel a dirigent, v obci žil a zemřel
- Graham Greene (1904–1991), britský spisovatel a romanopisec, pohřben na místním hřbitově
- James Hadley Chase (1906–1985), britský spisovatel, v obci žil a zemřel